# Пералільйо
Пералільо (ісп. Peralillo) — селище в Чилі. Адміністративний центр однойменної комуни. Населення - 4439 осіб (2002). Селище і комуна входить до складу провінції Кольчагуа і регіону Лібертадор-Хенераль-Бернардо-О'Хіггінс.
Територія — 282,6 км². Чисельність населення - 11 007 мешканців (2017). Щільність населення — 38,9 чол./км².

## Розташування
Селище розташоване за 78 км на південний захід від адміністративного центру області міста Ранкагуа та за 47 км на північний захід від адміністративного центру провінції міста Сан-Фернандо.
Комуна межує:
- на північному сході - з комуною Пічидегуа
- на південному сході - з комуною Палмілья
- на півдні - з комуною Санта-Крус
- на південному заході - з комуною Пуманке
- на північному заході - з комуною Марчіуе